# Melvin Calvin
Melvin Ellis Calvin (født 8. april 1911, død 8. januar 1997) var en amerikansk biokemiker, der er mest berømt for at have opdaget Calvin-cyklussen sammen med Andrew Benson og James Bassham, som han hvilket han modtog nobelprisen i kemi i 1961. Han brugte det meste af sin karriere, der strakte sig over fem årtier, på University of California, Berkeley.

## Opvækst og uddannelse
Calvin blev født i St. Paul i Minnesota som søn af Elias Calvin og Rose Herwitz, der var jødiske immigranter fra det Russiske Kejserrige. Hans far blev født i Litauen (der på dette tidspunkt var en del af det Russiske Kejserrige) og hans mor var fra Georgien, der ligeledes var en del af det Russiske Kejserrige.
Som lille flyttede Calvins familie til Detroit; hvor han blev færdig på Central High School i 1928. Han studerede derefter på Michigan College of Mining and Technology (nu kendt som Michigan Technological University), hvor han blev bachelor i 1931, hvorefter han læste Ph.d. i kemi på University of Minnesota, hvor han blev færdig i 1935. Han brugte de næste fire år som postdoc på University of Manchester. Han giftede sig med Marie Genevieve Jemtegaard i 1942, og de fik tre børn; to døtre og en søn.

## Karrie
Calvin blev ansat på University of California, Berkeley i 1937 og blev udnævnt til professor i kemi i 1947. Ved at bruge en kulstof-14 isotop som sporing, kortlagde Calvin, Andrew Benson og James Bassham hele den rute som kulstof bevæger sig rundt i fotosyntese, hvor den starter med at blive absorberet som atmosfærisk carbondioxid til dens omdannelse til carbohydrater og andre organiske forbindelser. Ved dette beviste Calvin, Benson og Bassham at sollys påvirker klorofylet i planten og giver energi til fremstillingen af organiske forbindelser, frem for carbondioxid, som man tidligere troede. Calvin var den eneste af de tre, som modtog nobelprisen for det arbejde, der nogle gange kaldes Calvin-Benson-Bassham-cyklus. Calvin skrev en selvbiografi tre årtier senere med titlen Following the Trail of Light: A Scientific Odyssey.
I løbet af 1950'erne var han en af de første medlemmer af Society for General Systems Research. I modtog han yderligere titlen som professor i molekylær biologi. Han grundlagde og blev direktør for Laboratory of Chemical Biodynamics og var samtidig Associate Director på Berkeley Radiation Laboratory, hvor han udførte meget af sin forskning frem til han blev pensioneret i 1980. I sine sidste år af aktiv forskning fokuserede han på olie-producerende planter som en form for vedvarende kilde til energi. Han brugte også mange år på at undersøge i den kemiske evolution af liv, og han skrev en bog om emnet, der blev udgivet i 1969.

## Kontrovers
I 2011 sendte BBC et fjernsynsprogram om botanikkens historie med botanikeren Timothy Walker, direktør for University of Oxford Botanic Garden, hvor han kritiserede Calvins måde at behandle Andrew Benson på. Walker hævdede at Calvin havde fået credit for Bensons arbejde efter at have fyret ham, og at han ikke havde nævnt Bensons rolle, da han skrev sin selvbiografi flere årtier senere. Benson snakkede også selv om fyrringen, og beklagede sig over, at han ikke var blevet nævnt i selvbiografien.

## Hæder
Calvin var en del af 2011-udgaven af American Scientists frimærkerne sammen med Asa Gray, Maria Goeppert-Mayer og Severo Ochoa. Dette er den tredje udgave af serien, hvor de to første blev udgivet i hhv. 2005 og 2008.

## Publikationer
- Calvin, M. and A. A. Benson."The Path of Carbon in Photosynthesis", Ernest Orlando Lawrence Berkeley National Laboratory, University of California Radiation Laboratory-Berkeley, United States Department of Energy (through predecessor agency the Atomic Energy Commission), (March 8, 1948).
- Stepka, W., Benson, A. A., and M. Calvin. "The Path of Carbon in Photosynthesis II. Amino Acids", Ernest Orlando Lawrence Berkeley National Laboratory, University of California Radiation Laboratory-Berkeley, United States Department of Energy (through predecessor agency the Atomic Energy Commission), (May 25, 1948).
- Benson, A. A. and M. Calvin. "Path of Carbon in Photosynthesis III.", Ernest Orlando Lawrence Berkeley National Laboratory, University of California Radiation Laboratory-Berkeley, United States Department of Energy (through predecessor agency the Atomic Energy Commission), (June 1, 1948).
- Calvin, M. and A. A. Benson "The Path of Carbon in Photosynthesis IV. The Identity and Sequence of the Intermediates in Sucrose Synthesis.", Ernest Orlando Lawrence Berkeley National Laboratory, University of California Radiation Laboratory-Berkeley, United States Department of Energy (through predecessor agency the Atomic Energy Commission), (December 14, 1948).
- Benson, A. A., Bassham, J. A., Calvin, M., Goodale, T. C., Haas, V. A. and W. Stepka. "The Path of Carbon in Photosynthesis V. Paper Chromatography and Radioautography of the Products.", Ernest Orlando Lawrence Berkeley National Laboratory, University of California Radiation Laboratory-Berkeley, United States Department of Energy (through predecessor agency the Atomic Energy Commission), (June 13, 1949).
- Calvin, M. "The Path of Carbon in Photosynthesis VI.", Ernest Orlando Lawrence Berkeley National Laboratory, University of California Radiation Laboratory-Berkeley, United States Department of Energy (through predecessor agency the Atomic Energy Commission), (June 30, 1949).
- Benson, A. A. and M. Calvin. "The Path of Carbon in Photosynthesis VII. Respiration and Photosynthesis.", Ernest Orlando Lawrence Berkeley National Laboratory, University of California Radiation Laboratory-Berkeley, United States Department of Energy (through predecessor agency the Atomic Energy Commission), (July 21, 1949).
- Bassham, J. A., Benson, A. A. and M. Calvin. "The Path of Carbon in Photosynthesis VIII. The Role of Malic Acid.", Ernest Orlando Lawrence Berkeley National Laboratory, University of California Radiation Laboratory-Berkeley, United States Department of Energy (through predecessor agency the Atomic Energy Commission), (January 25, 1950).
- Badin, E. J.and M. Calvin. "The Path of Carbon in Photosynthesis IX. Photosynthesis, Photoreduction, and the Hydrogen-Oxygen-Carbon Dioxide Dark Reaction.", Ernest Orlando Lawrence Berkeley National Laboratory, University of California Radiation Laboratory-Berkeley, United States Department of Energy (through predecessor agency the Atomic Energy Commission), (February 1, 1950).
- Calvin, M., Bassham, J. A., Benson, A. A., Lynch, V., Ouellet, C., Schou, L., Stepka, W. and N. E. Tolbert. "The Path of Carbon in Photosynthesis X. Carbon Dioxide Assimilation in Plants.", Ernest Orlando Lawrence Berkeley National Laboratory, University of California Radiation Laboratory-Berkeley, United States Department of Energy (through predecessor agency the Atomic Energy Commission), (April 1, 1950).
- Schou, L., Benson, A. A., Bassham, J. A. and M. Calvin. "The Path of Carbon in Photosynthesis XI. The Role of Glycolic Acid.", Ernest Orlando Lawrence Berkeley National Laboratory, University of California Radiation Laboratory-Berkeley, United States Department of Energy (through predecessor agency the Atomic Energy Commission), (September 11, 1950).
- Calvin, M., Bassham, J. A., Benson, A. A., Kawaguchi, S., Lynch, V. H., Stepka, W. and N. E. Tolbert. "	The Path of Carbon in Photosynthesis XIV.", Ernest Orlando Lawrence Berkeley National Laboratory, University of California Radiation Laboratory-Berkeley, United States Department of Energy (through predecessor agency the Atomic Energy Commission), (June 30, 1951).
- Benson, A. A., Bassham, J. A., Calvin, M., Hall, A. G., Hirsch, H., Kawaguchi, S., Lynch, V. and N. E. Tolbert. "The Path of Carbon in Photosynthesis XV. Ribulose and Sedoheptulose.", Ernest Orlando Lawrence Berkeley National Laboratory, University of California Radiation Laboratory-Berkeley, United States Department of Energy (through predecessor agency the Atomic Energy Commission), (January 1952).
- Benson, A. A., Kawaguchi, S., Hayes, P. and M. Calvin. "The Path of Carbon in Photosynthesis XVI. Kinetic Relationships of the Intermediates in Steady State Photosynthesis.", Ernest Orlando Lawrence Berkeley National Laboratory, University of California Radiation Laboratory-Berkeley, United States Department of Energy (through predecessor agency the Atomic Energy Commission), (June 5, 1952).
- Buchanan, J. G., Bassham, J. A., Benson, A. A., Bradley, D. F., Calvin, M., Daus, L. L., Goodman, M., Hayes, P. M., Lynch, V. H., Norris, L. T. and A. T. Wilson. "The Path of Carbon in Photosynthesis XVII. Phosphorus Compounds as Intermediates in Photosynthesis.", Ernest Orlando Lawrence Berkeley National Laboratory, University of California Radiation Laboratory-Berkeley, United States Department of Energy (through predecessor agency the Atomic Energy Commission), (July 8, 1952).
- Buchanan, J. G., Lynch, V. H., Benson, A. A., Calvin, M. and D. F. Bradley. "The Path of Carbon in Photosynthesis XVIII. The Identification of Nucleotide Coenzymes.", Ernest Orlando Lawrence Berkeley National Laboratory, University of California Radiation Laboratory-Berkeley, United States Department of Energy (through predecessor agency the Atomic Energy Commission), (January 19, 1953).
- Calvin, M. and P. Massini. "The Path of Carbon in Photosynthesis XX. The Steady State.", Ernest Orlando Lawrence Berkeley National Laboratory, University of California Radiation Laboratory-Berkeley, United States Department of Energy (through predecessor agency the Atomic Energy Commission), (September 1952).
- Calvin, M. "Photosynthesis: The Path of Carbon in Photosynthesis and the Primary Quantum Conversion Act of Photosynthesis.", Ernest Orlando Lawrence Berkeley National Laboratory, University of California Radiation Laboratory-Berkeley, United States Department of Energy (through predecessor agency the Atomic Energy Commission), (November 22, 1952).
- Bassham, J. A., Benson, A. A., Kay, L. D. Harris, A. Z., Wilson, A. T. and Calvin, M. "The Path of Carbon in Photosynthesis XXI. The Cyclic Regeneration of Carbon Dioxide Acceptor.", Ernest Orlando Lawrence Berkeley National Laboratory, University of California Radiation Laboratory-Berkeley, United States Department of Energy (through predecessor agency the Atomic Energy Commission), (October 1, 1953).
- Bassham, J. A. and M. Calvin. "The Path of Carbon in Photosynthesis", Ernest Orlando Lawrence Berkeley National Laboratory, University of California Lawrence Radiation Laboratory-Berkeley, United States Department of Energy (through predecessor agency the Atomic Energy Commission), (October 1960).
- Calvin, M. "The Path of Carbon in Photosynthesis (Nobel Prize Lecture).", Ernest Orlando Lawrence Berkeley National Laboratory, University of California Radiation Laboratory-Berkeley, United States Department of Energy (through predecessor agency the Atomic Energy Commission), (December 11, 1961).